# Seydou Keita
Seydou Keita (Bamako, 1980. január 16. –) szomáliai–mali származású labdarúgó, posztját tekintve középpályás. Beceneve "Seydoubilen" vagy "Vörös Seydou". Keita "Az év afrikai labdarúgója" címet is nyerő Salif Keita unokaöccse. Seydou unokatestvére Mohamed Sissoko, szintén profi labdarúgó. Seydou és Sissoko hasonló szerepet játszik csapatában, mindketten védekező középpályások, csakúgy mint Salif volt.

## Pályafutása

### Olympique Marseille
Keita 1999 szeptemberében mutatkozott be az Olympique Marseille felnőtt csapatában, de hamarosan megvásárolta az FC Lorient.

### FC Lorient
A Lorient csapata volt az ahol Keita ismert labdarúgóvá vált, 58 mérkőzésen 1 gólt szerzett védekező középpályásként.

### RC Lens
Miután két évet játszott a Lorientban, Keita az RC Lensba igazolt, végül csapatkapitányi szerephez jutott. Védekező középpályásként elkezdte a gólokat lőni a Lensban; négy szezon alatt 156 bajnoki mérkőzésen 19 gólt lőtt.

### Sevilla
2007. július 11-én a Lens eladta csapatkapitányát Keitát, és négyéves szerződést kötött a Sevillával. Ez egy nagyon sikeres szezon volt számára, 31 bajnoki mérkőzésen 4 gólt lőtt, több európai elitklub kereste meg. A négy gólja közül az egyiket a Real Madrid ellen szerezte. Ekkor szegeződött rá a világ szeme és végül a világ egyik legnagyobb klubja, az FC Barcelona érdeklődősét is felkeltette. 2007. november 27-én egy Bajnokok Ligája mérkőzésen Keita megszerezte első Bajnokok Ligája gólját a Sevilla szineiben és meglepetésre 3–1-re győztek az Arsenal ellen, így az Arsenal elszenvedte első szezonbeli vereségét.

### Barcelona
2008. május 26-án, hétfőn, Keita négyéves szerződést írt alá az FC Barcelonával. A Barcelona 14 millió fontot fizetett a Sevillának. Keita az FC Barcelona első mali játékosa.

### Dalian
2012-ben, 32 évesen a kínai Dalian Aerbin játékosa lett.

### Valencia
2014. január 31-én, a téli átigazolási időszak utolsó napján visszatért Spanyolországba, és a Valencia CF játékosa lett.

### AS Roma
2014 júniusában egyéves szerződést kötött a római klubbal.

### El Jaish
2016. augusztus 17-én a katari El Jaish-hoz igazolt.

### Válogatott
Számos mérkőzést játszott a mali válogatottban. Az afrikai középpályások közül az egyik legjobb, passzait, labdakezelését, a pályán való látását és lövéseit figyelembe véve. Ő alkotja az egyik legrettegettebb középpályás kombinációk egyikét a Real Madridban játszó Mahamadou Diarrával, és néha az unokatestvérével a Juventus és az egykori Liverpooli játékosával Momo Sissokoval.

## Sikerek és díjak

### Lorient
- Francia Kupa : 2001–2002

### Sevilla
- Spanyol kupa : 2007
- Európai szuperkupa döntős : 2007

### Barcelona
- La Liga: 2008–2009, 2009–2010, 2010–2011
- Spanyol kupagyőztes : 2008–2009, 2011–2012
- döntős : 2010–2011
- Spanyol kupagyőztes : 2009, 2010, 2011
- Bajnokok Ligája győztes: 2008–2009, 2010–2011
- Európai szuperkupa győztes : 2009, 2011
- Klubvilágbajnokság: 2009, 2011

### Válogatott
- U20-as világbajnokság 3. hely : 1999
- Afrikai kupa 3. hely : 2012,2012

### Egyéni
- U20-as világbajnokság : Legjobb játékos: 1999
- Az év csapatának tagja Spanyolországban (2009)

## Statisztika
2016. március 6-án frissítve
| Klub            | Klub            | Klub            | Liga          | Liga    | Kupa              | Kupa              | Liga kupa         | Liga kupa         | Nemzetközi    | Nemzetközi | Összesen      | Összesen |
| Szezon          | Klub            | League          | Pályára Lépés | Gólok   | Pályára Lépés     | Gólok             | Pályára Lépés     | Gólok             | Pályára Lépés | Gólok      | Pályára Lépés | Gólok    |
| Franciaország   | Franciaország   | Franciaország   | League        | League  | Coupe de France   | Coupe de France   | Coupe de la ligue | Coupe de la ligue | Európa        | Európa     | Összesen      | Összesen |
| --------------- | --------------- | --------------- | ------------- | ------- | ----------------- | ----------------- | ----------------- | ----------------- | ------------- | ---------- | ------------- | -------- |
| 1999–2000       | Marseille       | Ligue 1         | 6             | 0       | 0                 | 0                 | 1                 | 0                 | 3             | 1          | 10            | 1        |
| 2000–2001       | Lorient         | Ligue 2         | 37            | 1       | 1                 | 0                 | 1                 | 0                 | —             | —          | 39            | 1        |
| 2001–2002       | Lorient         | Ligue 1         | 21            | 0       | 5                 | 1                 | 3                 | 1                 | —             | —          | 29            | 2        |
| 2002–2003       | Lens            | Ligue 1         | 28            | 2       | 3                 | 1                 | 1                 | 0                 | 7             | 0          | 39            | 3        |
| 2003–2004       | Lens            | Ligue 1         | 22            | 0       | 3                 | 0                 | 1                 | 0                 | 6             | 0          | 32            | 0        |
| 2004–2005       | Lens            | Ligue 1         | 34            | 3       | 5                 | 1                 | 3                 | 1                 | —             | —          | 42            | 5        |
| 2005–2006       | Lens            | Ligue 1         | 35            | 3       | 3                 | 0                 | 1                 | 0                 | 13            | 1          | 52            | 4        |
| 2006–07         | Lens            | Ligue 1         | 38            | 11      | 4                 | 1                 | 1                 | 0                 | 10            | 1          | 53            | 13       |
| Spanyolország   | Spanyolország   | Spanyolország   | La Liga       | La Liga | Copa del Rey      | Copa del Rey      | Supercup          | Supercup          | Európa        | Európa     | Összesen      | Összesen |
| 2007–2008       | Sevilla         | La Liga         | 31            | 4       | 2                 | 0                 | 2                 | 0                 | 10            | 3          | 45            | 7        |
| 2008–2009       | Barcelona       | La Liga         | 29            | 4       | 5                 | 0                 | —                 | —                 | 12            | 2          | 46            | 6        |
| 2009–2010       | Barcelona       | La Liga         | 29            | 6       | 1                 | 0                 | 2                 | 0                 | 12            | 0          | 44            | 6        |
| 2010–2011       | Barcelona       | La Liga         | 35            | 3       | 9                 | 2                 | 2                 | 0                 | 10            | 1          | 56            | 6        |
| 2011–2012       | Barcelona       | La Liga         | 26            | 3       | 3                 | 0                 | 2                 | 0                 | 11            | 1          | 42            | 4        |
| Kína            | Kína            | Kína            | League        | League  | FA Chinese FA Cup | FA Chinese FA Cup | League Cup        | League Cup        | Ázsia         | Ázsia      | Összesen      | Összesen |
| 2012            | Dalian Aerbin   | Super League    | 12            | 4       | 1                 | 0                 | —                 | —                 | —             | —          | 13            | 4        |
| 2013            | Dalian Aerbin   | Super League    | 25            | 6       | 3                 | 0                 | —                 | —                 | —             | —          | 28            | 6        |
| Spanyolország   | Spanyolország   | Spanyolország   | La Liga       | La Liga | Copa del Rey      | Copa del Rey      | Supercup          | Supercup          | Európa        | Európa     | Összesen      | Összesen |
| 2013–2014       | Valencia        | La Liga         | 11            | 1       | —                 | —                 | —                 | —                 | 7             | 0          | 18            | 1        |
| Olaszország     | Olaszország     | Olaszország     | Serie A       | Serie A | Coppa Italia      | Coppa Italia      | Supercoppa        | Supercoppa        | Európa        | Európa     | Összesen      | Összesen |
| 2014–15         | Roma            | Serie A         | 26            | 2       | 1                 | 0                 | —                 | —                 | 9             | 1          | 36            | 3        |
| 2015–16         | Roma            | Serie A         | 14            | 1       | 0                 | 0                 | —                 | —                 | 2             | 0          | 16            | 1        |
| Összesen        | Franciaország   | Franciaország   | 228           | 20      | 24                | 4                 | 12                | 2                 | 39            | 3          | 296           | 29       |
| Összesen        | Spanyolország   | Spanyolország   | 154           | 21      | 20                | 2                 | 8                 | 0                 | 62            | 7          | 251           | 30       |
| Összesen        | Kína            | Kína            | 37            | 10      | 4                 | 0                 | —                 | —                 | —             | —          | 41            | 10       |
| Összesen        | Olaszország     | Olaszország     | 40            | 3       | 1                 | 0                 | —                 | —                 | 11            | 1          | 52            | 4        |
| Karrer összesen | Karrer összesen | Karrer összesen | 459           | 54      | 49                | 6                 | 20                | 2                 | 109           | 13         | 625           | 72       |

## Külső hivatkozások
- (franciául) Seydou Keita profilja és képek a Sitercl.com-on
- (franciául) Az RC Lens más játékosai
- (franciául) Yahoo Sports életrajza
- (angolul) További adatok és kép Keitáról